# وانا نورتو
وانا نورتو (به لاتین: Vana-Nurtu) یک روستا در استونی است که در دهستان ماریاما واقع شده‌است.